# Kungariket Westfalen
Kungariket Westfalen var ett kungarike och vasallstat till första franska kejsardömet, emellan Elbe och Rhen.
Det bildades av kejsar Napoleon genom dekret 18 augusti 1807 och bestod av hertigdömet Braunschweig, Kurhessen (med undantag av
Hanau och Katzenelnbogen) samt de preussiska områdena Altmark, Magdeburg, Halberstadt, Hildesheim,
Goslar, Quedlinburg, Eichsfeld, Mühlhausen, Nordhausen, Paderborn, Minden, Ravensberg, Münster
och Stolberg-Wernigerode jämte några hannoverska och sachsisk-thüringska landskap. Det hade en yta på 38 100 km2 och nära 2
miljoner invånare. Under hans regeringstid lyckades Jerome Bonaparte rekrytera totalt cirka 70 000 soldater från befolkningen till sin broders Grande Armée.
Napoleon gav konungariket åt sin yngste broder, Jéròme, som blev medlem av Rhenförbundet och gjorde Kassel till sin huvudstad. Författningen, som denne genast utfärdade (15 nov. 1807), var bildad efter den franska, likaså landets administrativa indelning. Genom kejsarens oupphörliga anspråk,
genom underhållet av en talrik stående här och icke minst genom slöseriet vid Jéròmes hov råkade finanserna snart i ett tröstlöst läge.
I mars 1810 ökades Westfalens område med en stor del av
Hannover, men redan i slutet av året måste det till Frankrike avträda större delen av det nyvunna området jämte Osnabrück och Minden, så att Westfalen därefter hade en areal av 45 427
km2 med 2 065 000 inv.
Jéròmes välde stod på så svaga fötter, att det 1813 inte behövdes några allvarsamma strider att spränga hans rike.
Redan före slaget vid Leipzig fördrev i slutet av september 1813 en rysk här under Tjernysjov kung Jéròme från Kassel och förklarade kungariket för upplöst. Jéròme återvände visserligen snart med franska trupper, men blott för att vid underrättelsen om Napoleons nederlag vid
Leipzig för alltid (26 okt. 1813) lämna sitt land.
sedan han låtit bortföra allt värdefullt från slotten och t. o. m. en del av museets skatter till Frankrike. Två dagar efter hans avtåg inryckte ryssarna i Kassel, och kort därpå återgick de olika delarna av kungariket till sina forna ägare.